# Station Lea Green
Lea Green is een spoorwegstation van National Rail in Marshalls Cross, St. Helens in Engeland. Het station is eigendom van Network Rail en wordt beheerd door Northern Rail. 